# Rząd Tymczasowy Królestwa Polskiego (1831–1832)
Rząd Tymczasowy Królestwa Polskiego (1831–1832), tzw. rząd Fiodora Engla – organ rosyjskiej administracji powołany w Królestwie Polskim po upadku powstania listopadowego. Powołany manifestem cesarza Mikołaja I z dnia 16 września 1831, istniał do 27 marca 1832. Został zlikwidowany w myśl postanowień Statutu Organicznego i zastąpiony reaktywowaną Radą Administracyjną.

## Skład
- gen. Fiodor Engel – prezes-rzeczywisty radca tajny (od 1 stycznia 1831 do 27 marca 1832 roku funkcję tę pełnił feldmarszałek książę warszawski Iwan Paskiewicz)
- gen. Józef Rautenstrauch – szef Wydziału Wyznań Religijnych i Oświecenia Publicznego
- gen. Franciszek Ksawery Kossecki – szef Wydziału Sprawiedliwości
- gen. Aleksandr Stroganow – szef Wydziału Spraw Wewnętrznych i Policji
- rzeczywisty radca stanu Roman Fuhrman – szef Wydziału Przychodów, Skarbu i Kontroli
- minister sekretarz stanu Stefan Grabowski
- kontroler generalny Ignacy Zieliński
- sekretarz Józef Tymowski (od 1 listopada 1831 roku)[1]

## Kompetencje
Posiadał takie same atrybucje jak Rada Administracyjna, ograniczone jednak zakresem władzy naczelnie komenderującego czynną armią generał-gubernatora Królestwa Polskiego feldmarszałka Iwana Paskiewicza (później mianowanego Namiestnikiem Królestwa Polskiego). Rząd zajmował się likwidacją administracji powstańczej i kasacją aktów normatywnych przyjętych przez polskie władze powstańcze.